# Haberstein (Schneeberg)
Der Haberstein ist eine 923 m hohe Erhebung am Westhang des Schneeberges im bayerischen Fichtelgebirge.
Seine Westflanke ist von einem aus Granitfelsen bestehenden Blockmeer bedeckt, das von einem großen Felsenturm abgeschlossen ist. Er bietet einen guten Blick auf den Ochsenkopf sowie auf dessen neu errichtete Skisprungschanze. Auch der nächstgrößere Ort Bischofsgrün ist leicht zu sehen. Der Haberstein ist durch ein gut ausgeschildertes Wanderwegenetz bequem zu Fuß erreichbar. Der Haberstein und das ihn umgebende Waldgebiet sind als Naturschutzgebiet ausgewiesen. Der Haberstein ist als Geotop (472R014) ausgewiesen.